# Béatrice de Bourbon (1874-1961)
Pour les articles homonymes, voir Béatrice de Bourbon (homonymie).
Titres
Duchesse d’Anticoli-Corrado
27 février 1897 – 1er novembre 1961
(64 ans, 8 mois et 5 jours)
Princesse de Roviano
27 février 1897 – 1er novembre 1961
(64 ans, 8 mois et 5 jours)
Béatrice de Bourbon, née le 21 mars 1874 à Pau en France, et morte le 1er novembre 1961 à la Tenuta Reale à Viareggio en Italie, est la fille du prétendant carliste au trône d'Espagne et légitimiste au trône de France, Charles de Bourbon et de la princesse Marguerite de Parme. Elle portait les titres de courtoisies d'Infante d'Espagne et de Fille de France.

## Biographie

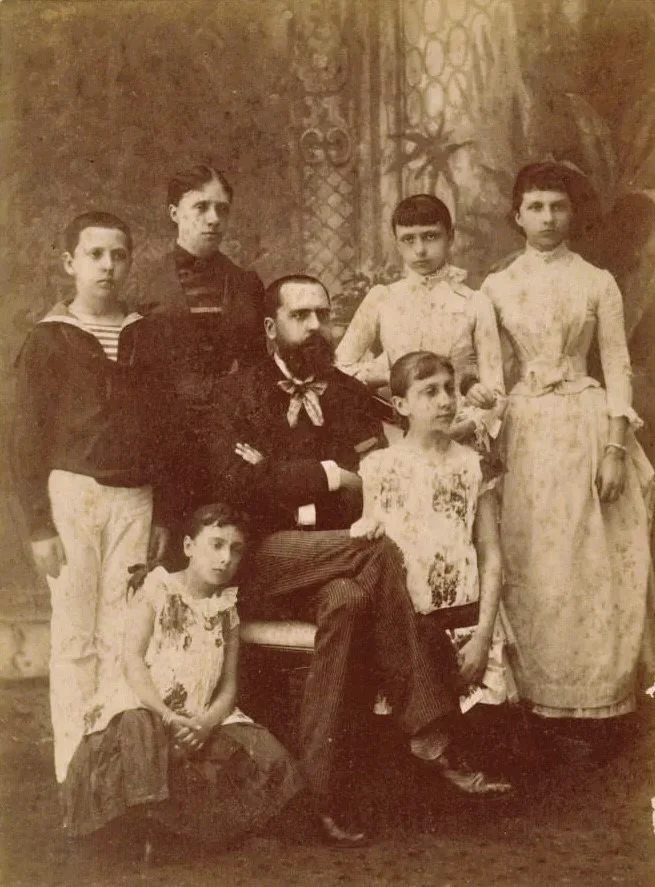
Béatrice et sa famille en 1886.

Marie-Béatrice Thérèse Charlotte de Bourbon voit le jour le 21 mars 1874 à la villa Ader située à Pau. Baptisée dans l'oratoire de cette demeure, Béatrice reçoit pour parrain son arrière-grand-père le duc Charles II de Parme et pour marraine, son arrière-grand-mère et épouse du précédent, la princesse Marie-Thérèse de Savoie.
Elle a fait ses études au couvent des Salésiennes de Zangberg en Bavière. Le 29 janvier 1893, sa mère meurt dans la villa Tenuta Reale de Viareggio. Après une année de deuil, le 28 avril 1894, son père épouse en secondes noces la princesse Marie-Berthe de Rohan.

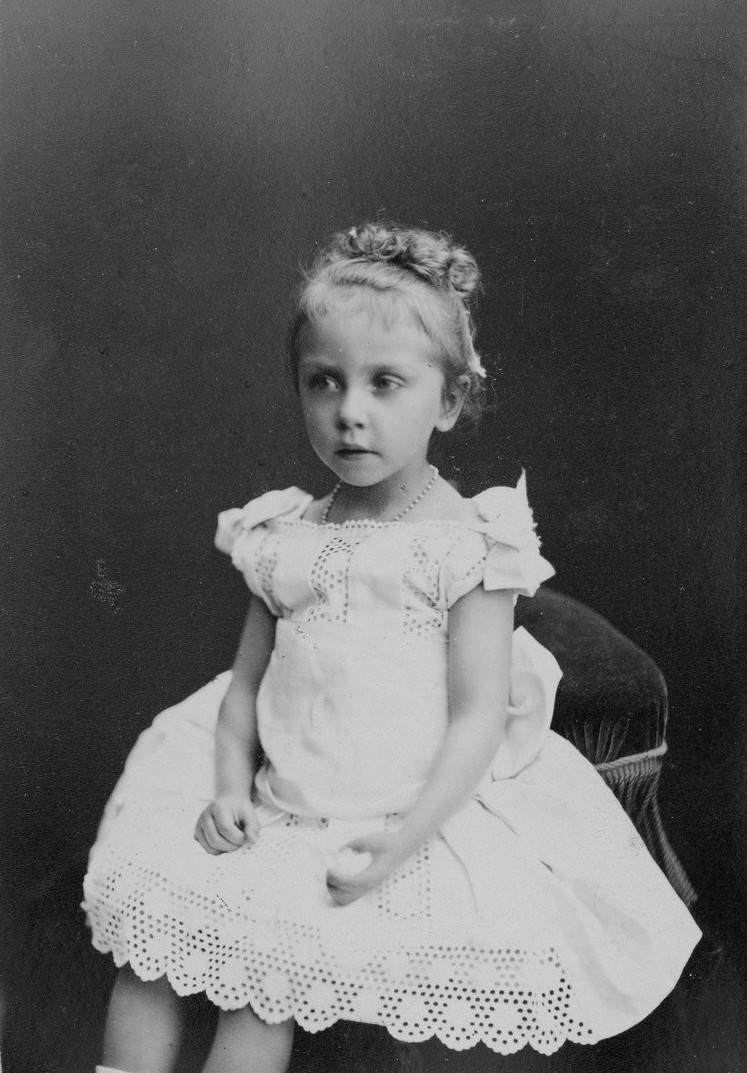
Vers 1880.

### Mariage
Le 3 janvier 1897, elle est fiancée à son cousin, le prince italien Fabrizio Massimo, prince de Roviano et duc d’Anticoli-Corrado, descendant par sa mère de la duchesse de Berry. Il est le fils de Charles Albert Camillus X Massimo, prince d’Arsoli et de Frances de Paola Lucchesi-Palli des Princes de Campofranco,. C'est une union convenable, les deux grand-mères du marié étant nées dans des familles royales (Marie-Gabrielle de Savoie et Marie-Caroline de Bourbon-Siciles).
Le 27 février 1897, elle l'épouse donc à Venise. C'est le patriarche de cette ville, le cardinal Sarto (futur pape Pie X) qui bénit leur union. Deux mois seulement après leur mariage, le 26 avril 1897, le même cardinal marie sa sœur Alice au prince Frédéric de Schönburg-Waldenburg.
Après le mariage, le couple réside en Italie, au palais Massimo alle Colonne et au château de Roviano. De cette union naissent quatre enfants :
- Margarita Massimo y Borbón (1898-1922), mariée à Zarauz avec le comte Emilio Pagliano (1881-1953), conseiller à l’ambassade d’Italie à Madrid.
- Fabiola Massimo y Borbón (1900-1983), mariée au baron Enzo Galli Zugaro (1898-1986), avec postérité. Pendant un certain temps, il y a eu des spéculations sur son possible mariage avec son oncle, le prince Jacques de Bourbon, qui est mort sans enfant en 1931. Apparemment, les dispenses nécessaires et l’autorisation du prince Fabrizio pour le mariage susmentionné n’ont pas été obtenues.
- María de las Nieves Massimo y Borbón (1902-1984), mariée à Charles Piercy (1893-1954). La princesse fait don du cœur du petit Louis XVII de France à la basilique de Saint-Denis.
- Blanca Massimo y Borbón (1906-1999), mariée au comte Pablo von Wurmbrand-Stuppach, avec postérité.

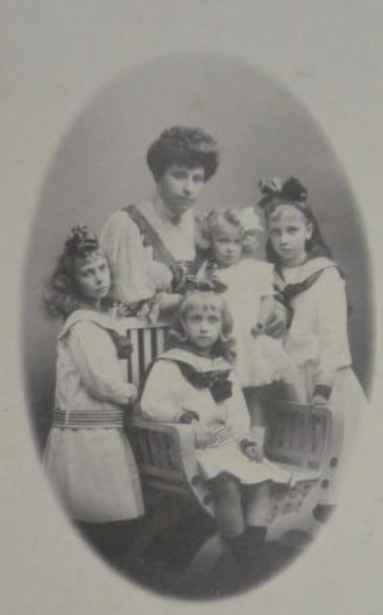
Béatrice et ses filles Margarita, Fabiola, Nieves et Blanca vers 1910.

### Tentative de suicide
Le 5 mai 1902, après une forte dispute avec son mari, elle a tenté de se suicider en se jetant dans le Tibre. Elle a été secourue par la garde municipale romaine, qui était venue grâce aux cris d’une vieille femme qui avait assisté à la scène. La princesse est emmenée à l’hôpital du Saint-Esprit, où elle reçoit les premiers soins. Après avoir fait une déposition sur ce qui s’était passé, elle a été ramenée au palais Massimo alle Colonne.

### Fin de vie
Béatrice retourne finalement vivre avec son époux et continue de résider à Rome jusqu'à sa mort, le 1er Novembre 1961 à Viareggio.

## Titulature et décorations

### En Espagne (carliste)
- 29 juin 1876 - 27 février 1897 : Son Altesse Royale Doña Beatriz de Borbón y Borbón Parma, infante d’Espagne ;
- 27 février 1897 - 14 juin 1904 : Son Altesse Royale la princesse de Roviano, duchesse d'Anticoli-Corrado.
- 14 juin 1904 - 1er novembre 1961 : Son Altesse Royale l'Infante Béatrice, princesse Massimo.

### En France (légitimiste)
- 29 juin 1876 - 24 août 1883 : Son Altesse Royale Béatrice de Bourbon, princesse du sang ;
- 24 août 1883 - 27 février 1897 : Son Altesse Royale Béatrice de Bourbon, fille de France ;
- 27 février 1897 - 14 juin 1904 : Son Altesse Royale la princesse de Roviano, duchesse d'Anticoli-Corrado ;
- 14 juin 1904 - 1er novembre 1961 : Son Altesse Royale Béatrice de Bourbon, princesse Massimo.

### Honneurs
- Dame de l’ordre de la Croix étoilée[6]
- Dame de l’ordre de Sainte-Élisabeth[6]
- Dame de l’ordre de Thérèse[6]
- Dame de l'ordre de la Reine Marie-Louise[7]
- Dame grand-croix de l’ordre souverain de Malte[8]
- Récipiendaire de la médaille commémorative pour le mariage du prince Ferdinand Ier et de Marie-Louise (1893)[9].